# CA Patronato
Club Atlético Patronato de la Juventud Católica – argentyński klub piłkarski z siedzibą w mieście Paraná, leżącym w prowincji Entre Rios.

## Historia
Klub założony został 1 lutego 1914 roku i gra obecnie w czwartej lidze argentyńskiej Torneo Argentino B. Jedyny występ w pierwszej lidze w mistrzostwach Nacional w 1978 był dla klubu udany – w grupie B Patronato zajął 5. miejsce na 8 drużyn - tylko 2 punkty za czwartym w tabeli Boca Juniors, a przed takimi klubami jak Chacarita Juniors i CA Platense.

## Osiągnięcia
- Udział w mistrzostwach Argentyny Nacional: 1978
- Mistrz ligi prowincjonalnej Liga Paranaense de Fútbol (32):  Oficial 1924, Oficial 1926, Oficial 1942, Oficial 1943, Oficial 1945, Oficial 1950, Oficial 1953, Oficial 1954, Oficial 1955, Oficial 1957, Oficial 1960, Oficial 1965, Oficial 1968, Oficial 1969, Clasificatorio 1972, Oficial 1972, Oficial 1977, Oficial 1984, Oficial 1989, Clasificatorio 1990, Clausura 1991, Apertura 1992, Clausura 1992, Apertura 1994, Clausura 1994, Clasificatorio 1995, Apertura 1998, Clausura 2000, Unidad 2002, Apertura 2007, Clausura 2007